# Дьячков, Юрий Борисович
Ю́рий Бори́сович Дьячко́в (груз. იური ბორისის ძე დიაჩკოვი; р. 13 июля 1940, Тбилиси) — советский легкоатлет; сын тренера Бориса Дьячкова и метательницы диска Нины Думбадзе.
Мастер спорта СССР международного класса. Выступал за Тбилиси — спортивное общество «Динамо».
2-кратный чемпион СССР в десятиборье (1965, 1966).
Доцент кафедры физвоспитания Академии МВД Грузии, председатель Союза русских Грузии.

## Спортивные достижения
|       | Десятиборье | Десятиборье        |
| Место | Результат   |                    |
| ----- | ----------- | ------------------ |
| 1960  | не закончил | 5803 после 8 видов |

|       | Десятиборье | Десятиборье |
| Место | Результат   |             |
| ----- | ----------- | ----------- |
| 1962  | 6-е место   | 7400        |

|       | Десятиборье | Десятиборье |
| Место | Результат   |             |
| ----- | ----------- | ----------- |
| 1960  |             |             |
| 1961  |             |             |
| 1962  | 2-е место   | 7338        |
| 1963  |             |             |
| 1964  |             |             |
| 1965  | чемпион     | 7519        |
| 1966  | чемпион     | 7876        |
| 1967  |             |             |
| 1968  |             |             |